# O Retorno do Filho Pródigo
O Retorno do Filho Pródigo é uma pintura à óleo  por Rembrandt. Está entre as ultimas obras do mestre holandês, possivelmente completada dentre dois anos de sua morte, em 1669 Demonstra o momento do retorno do filho pródigo à casa de seu pai na parábola bíblica em Lucas 15:11–32, a Parábola do Filho Pródigo. É uma obra aclamada, descrita pelo historiador de arte Kenneth Clark como "uma pintura que aqueles que visam a original em São Petersburgo podem ser perdoados por considera-la o melhor quadro já pintado".
Na pintura, o filho voltou pra casa em um estado deplorável,  pelas viagens em que gastou sua herança e caiu em pobreza e desespero. Ele ajoelha perante seu pai em arrependimento. Desejando pro perdão e um restabelecimento de sua estatura familiar, tendo percebido que até os servos de seu pai tem melhor vida que ele. Seu pai o recebe com um gesto terno. Suas mãos sugerem paternidade e maternidade em um; a mão esquerda parece maior e masculina, repousa sobre o ombro do filho, enquanto a direita é menor e mais delicada, com um gesto mais acolhedor. À direita está o irmão mais velho, com os braços cruzados em reprovação, julgando o vil irmão e a compaixão de seu pai com ele.
Rembrandt foi movido pela parábola, e fez uma variedade de desenhos, gravuras e pinturas sobre o tema. Começando em 1636  com uma gravura (veja a galeria). O retorno do filho pródigo inclui figuras não relacionadas diretamente com a parábola, mas, vistas em trabalhos anteriores do pintor; suas identidades são debatidas. A mulher na esquerda superior, quase não visível,  é provavelmente a mãe, enquanto o homem sentado, cujos trajes indicam riqueza, pode ser um conselheiro ou coletor de impostos.

## Recepção
História da Arte
O Retorno do Filho Pródigo demonstra a maestria de Rembrandt. Sua evocação essa espiritualidade e a mensagem da parábola de perdão foi considerada o cume metafórico de sua arte. O estudioso de Rembrandt, Rosenberg chama a pintura de "monumental", escrevendo que Rembrandt 
interpreta a ideia cristã de perdão com extraordinária solenidade,  como se esse fosse seu testamento espiritual para o mundo. [A pintura] vai além das obras de todos outros artistas barrocos na evocação de sentimento religioso e simpatia humana. O poder de realismo do artista não é diminuído, mas incrementado pela percepção psicológica e consciência espiritual... O observador é levado à uma sensação de algum evento extraordinário... O todo representa um símbolo de acolhimento, da escuridão da existência humana iluminada pelo carinho, da humanidade pecadora é vil tomando refúgio no abrigo do perdão de Deus.
 O historiador de arte, H. W. Janson escreve:
"[Este quadro] pode ser a pintura que mais emocione [de Rembrandt]. É também a sua [obra] mais quieta - um momento se arrastando pela eternidade. Tão penetrante é a sensação de tenro silêncio que o público sente relação com esse grupo. Este laço é, talvez, mais forte e mais íntimo nesse quadro que em qualquer outra obra de arte anterior."
Livro do padre Nouwen
O padre holandês Henri Nouwen (1932–1996) sentiu-se tão tomado de emoção pela pintura que eventualmente escreveu um curto livro, "O Retorno do Filho Pródigo: Uma História de Retorno para Casa" (1992), usando a parábola e o quadro de Rembrandt como pilares. Ele começa descrevendo sua visita ao Museu Hermitage em 1986, onde ele pode contemplar a obra sozinho por horas. Considerando o papel do pai e filhos na parábola em relação com a biografia de Rembrandt, tendo escrito:
Rembrandt é tanto o filho mais velho da parábola quanto o mais novo. Quando, em seus últimos anos de vida, ele pintou ambos os filhos em "O Retorno do Filho Pródigo", ele tinha vivido uma vida em que nem a perdição do filho mais novo, ou a do mais velho era alienígena para ele. Os dois precisavam de cura e perdão. Ambos precisavam regressar. Ambos precisavam dos braços de um terno pai. Mas pela história, assim como pela pintura, fica claro que a conversão mais difícil, é aquela do que permaneceu na casa.

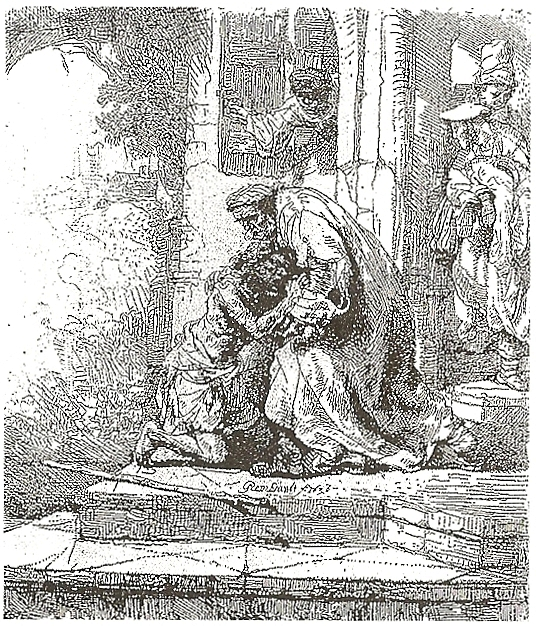
Gravura de Rembrandt de 1636, influenciada por um corte de madeira por Martin van Heemskerck
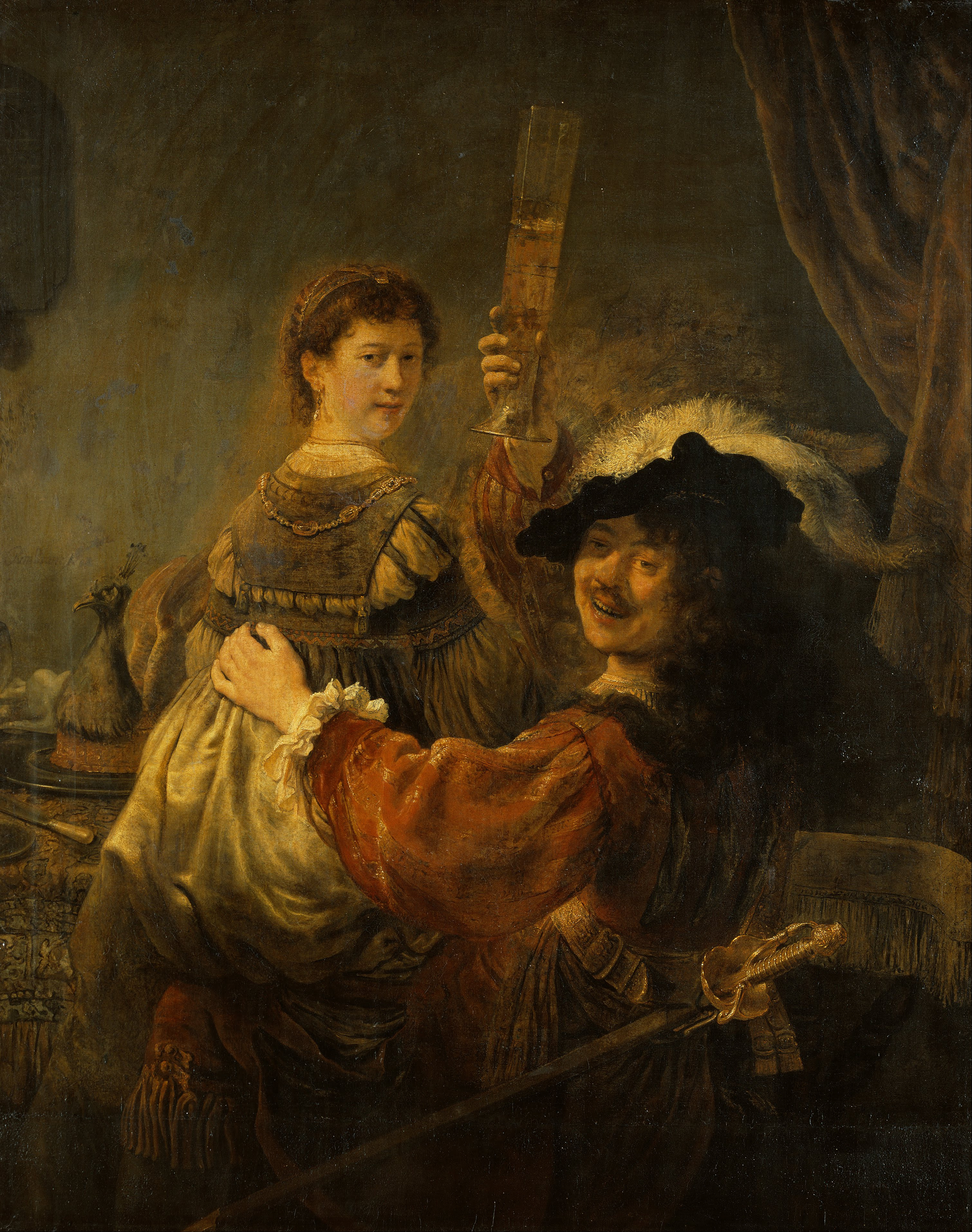
O Filho Pródigo no Bordel (c. 1637)
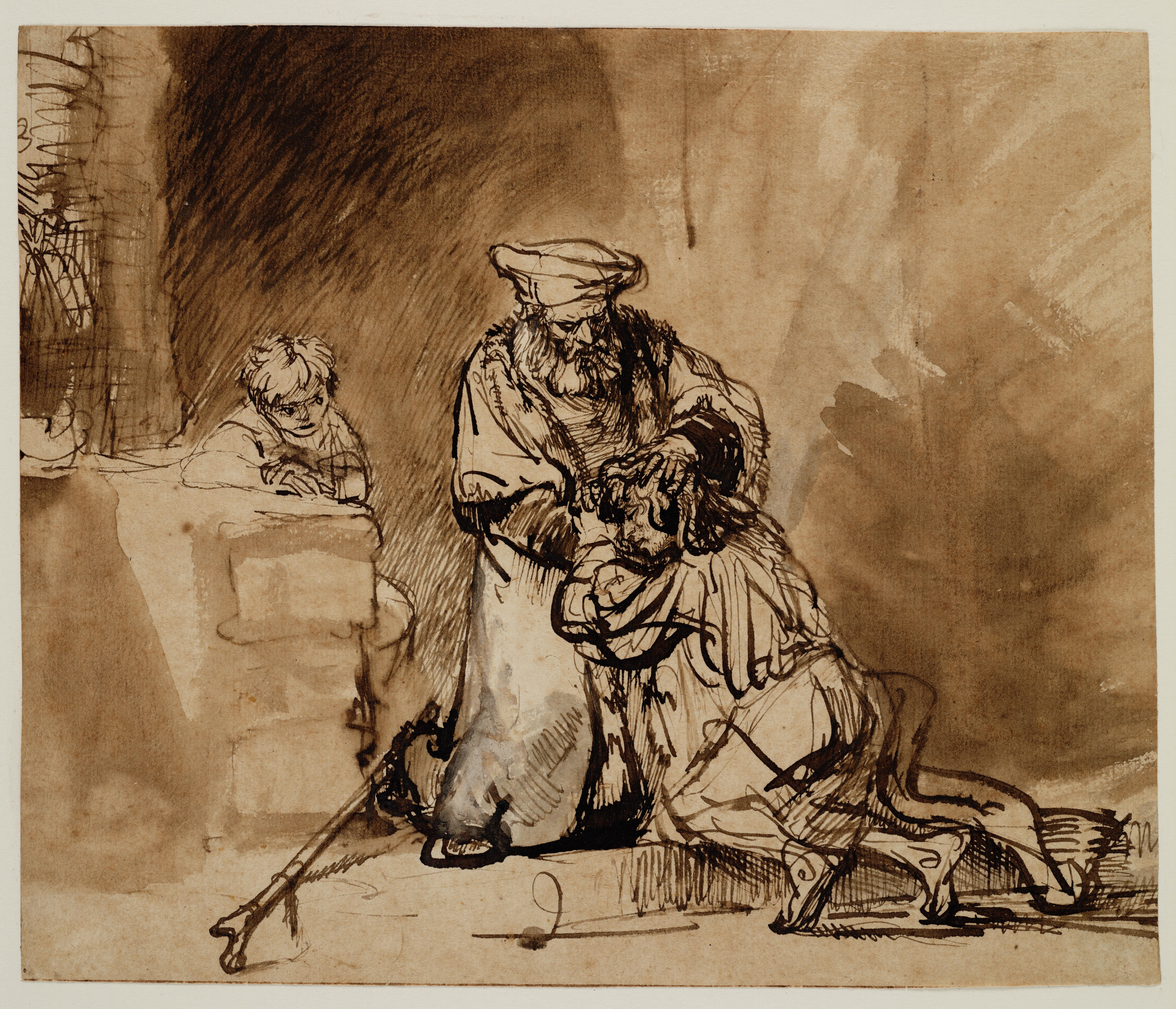
Desenho de 1642